# 이일희 (펜싱 선수)
이일희(李日熙, 1961년 10월 20일~)는 대한민국의 펜싱 선수, 지도자로 현역 시절 주 종목은 에페이다. 1984년과 1988년 하계 올림픽에 참가했고, 1986년 아시안 게임에서 개인전, 단체전 우승을 석권하며 2관왕에 올랐다.